# Platambus angulicollis
Platambus angulicollis är en skalbaggsart som först beskrevs av Régimbart 1899.  Platambus angulicollis ingår i släktet Platambus och familjen dykare. Inga underarter finns listade i Catalogue of Life.